# Кук, Джей
Джей Кук (англ. Jay Cooke; 10 августа 1821, Сандаски, Огайо — 16 февраля, 1905, Филадельфия) — американский финансист, поддерживавший Союз во время Гражданской войны, а также помогавший развитию железных дорог на северо-западе США. Старший брат первого губернатора округа Колумбия Генри Дэвида Кука.

## Биография
Кук родился в Сандаски, штат Огайо. Был старшим сыном Элевтероса и Марты Кук. В 1838 году Джей приезжает в Филадельфию, где становится клерком в банкирском доме «E. W. Clark & Co.», а позже его партнёром в 1842 году.
Всего за месяц до начала Гражданской войны, первого января 1861 года он открывает банкирский дом «Джей Кук и компания» (англ. Jay Cooke & Company). В первые месяцы войны Кук работал с министром финансов Салмоном Чейзом. Их сотрудничество было настолько успешным, что Чейз поручает финансисту распространение государственных облигаций. Ранее казначейство уже пыталось продать эти бумаги, однако ему это не удалось. Джей использовал 2500 агентов, которые путешествовали по разным штатам и даже южным городам, которые переходили под контроль Союза, распространяя информацию об облигациях. В это же время Джей Кук заручается поддержкой большинства северных газет, покупая рекламу через различные агентства.
Кук оказывает влияние на создание национальных банков и основывает один в Вашингтоне и ещё один в Филадельфии.
В первые месяцы 1865 года правительство снова обращается к Куку для того, чтобы он распространил новые облигации. Джей отправил агентов в удалённые деревни и даже на изолированные шахты на западе, чтобы местные газеты написали о новых бумагах. За счёт этого армия Севера была снабжена до окончания войны.
После войны Кук заинтересовался развитием северо-запада, и в 1870-х годов его компания профинансировала строительство Северной Тихоокеанской железной дороги. Джей хотел сделать Дулут новым Чикаго. Для этого он решил связать его железной дорогой с Тихим океаном, чтобы по ней товары доходили до Великих озёр через Дулут. Однако компания не рассчитала свой капитал, что во время Паники 1873 года привело её к прекращению платежей, а Джея Кука к банкротству.
В 1880 году Кук инвестирует в серебряные шахты в Юте, что позволяет ему снова разбогатеть.